# Israelisch-usbekische Beziehungen
Die Beziehungen zwischen Israel und Usbekistan bestehen seit 1992. Die diplomatischen Beziehungen begannen im Jahr nach dem Fall des Eisernen Vorhangs, als Israel die Unabhängigkeit der usbekischen Sozialistischen Sowjetrepublik anerkannte und diese den Staat Israel. Israel hat eine Botschaft in Taschkent und Usbekistan eine Botschaft in Ramat Gan. Israels Botschafter in Usbekistan ist seit 2020 Zehavit Ben Hillel. Der usbekische Botschafter in Israel ist seit 2020 Mahmoudova Prosa. In Kirjat Gat gibt es auch eine israelisch-usbekische Freundschaftsseite.

## Geschichte
Mit der Auflösung der Sowjetunion im Dezember 1991 erkannte Israel die Unabhängigkeit Usbekistans an. Im Gegenzug erkannte Usbekistan die Unabhängigkeit des Staates Israel an. Die offiziellen diplomatischen Beziehungen zwischen den beiden Ländern wurden am 10. April 1992 begonnen, als die israelische Botschaft im Mai in der usbekischen Hauptstadt Taschkent eröffnet wurde. Gleichzeitig eröffnete Usbekistan in Ramat Gan ein Konsulat, das 1997 zur Botschaft wurde.
Im Juli 1994 stattete Außenminister Schimon Peres Usbekistan einen offiziellen Besuch ab. Während dieses Besuchs wurden Vereinbarungen über die Zusammenarbeit in den Bereichen Investitionen, Luftverkehr, Verkehr und Tourismus unterzeichnet. Im April 1997 besuchte Usbekistans Außenminister Abdiloziz Kamilov Israel. Während Kamilovs Besuch wurden Vereinbarungen in den Bereichen Kultur, Wissenschaft und Medizin unterzeichnet. Ein Abkommen zwischen der Regierung Usbekistans und der Regierung Israels über die Zusammenarbeit im Bereich des Tourismus wurde am 4. Juli 1994 unterzeichnet und trat am 31. Dezember 1995 in Kraft. Nach der Unterzeichnung dieser Abkommen begann eine verstärkte Zusammenarbeit im Bereich des Tourismus zwischen den beiden Ländern.
1998 besuchte der usbekische Präsident Islom Karimov Israel. Dieser Besuch brachte die bilateralen Beziehungen zwischen den Ländern auf eine neue Ebene. Während des Besuchs wurden acht Abkommen auf verschiedenen Ebenen unterzeichnet, darunter ein Übereinkommen zur Verhinderung der Doppelbesteuerung, und ein Ausschuss für wirtschaftliche Zusammenarbeit zwischen den beiden Ländern wurde eingerichtet.
Im Jahr 2002 erreichte das Handelsvolumen zwischen den Ländern rund 53 Millionen US-Dollar. Im Jahr 2007 ging der Warenumsatz leicht auf rund 27 Mio. USD zurück, und im Jahr 2008 stieg das Handelsvolumen auf rund 40 Mio. USD. Im Jahr 2003 schickte Usbekistan 79 Auszubildende zu verschiedenen Kursen nach Israel, und 12 kurze Missionen wurden von israelischen Experten in Usbekistan durchgeführt. Im Gegensatz dazu nahmen 2004 137 Auszubildende an Kursen in Israel teil, 20 kurze Missionen wurden von israelischen Experten in Usbekistan durchgeführt und die beiden Länder hatten gemeinsame Kurse und Projekte in den Bereichen Landwirtschaft, sozioökonomische Entwicklung, Gemeindeentwicklung und öffentliche Medizin.
Am 30. Juli 2004 explodierte am Eingang der israelischen Botschaft in Taschkent die Bombe eines Selbstmordattentäters. Zwei örtliche Sicherheitskräfte wurden bei dem Angriff getötet. Ein Denkmal zu ihrer Erinnerung wurde in der Nähe des Tatorts aufgestellt. Am 13. Mai 2005 gab es einen weiteren Versuch, die Botschaft zu attackieren, aber der Terrorist wurde in einer gemeinsamen Operation der örtlichen Polizei und des Sicherheitspersonals der Botschaft erschossen.
Im Jahr 2016 wurde eine israelische Delegation gewählt, die sechs Israelis zählte, um die Präsidentschaftswahlen nach dem Tod von Islam Karimov zu überwachen. Unter den Gewählten befand sich auch Eduard Yakubov, Präsident des HIT Holon Institute of Technology.
Seit 2018 können Israelis und Usbeken ohne Visum in den jeweils anderen Staat einreisen.

## Usbekisches Judentum
Das usbekische Judentum gilt als eine der ältesten jüdischen Gemeinden und besteht aus Bucharenjuden und aschkenasischen Juden, die im 20. Jahrhundert dorthin kamen. In ihrer Blütezeit zählte die Gemeinde mehr als 200.000 Menschen. In den 1970er und 1990er Jahren wanderten die meisten von ihnen nach Israel, in die USA und nach Europa aus. In Taschkent gibt es zwei Synagogen und Schulen der jüdischen Gemeinde.